# Ficinia crinita
Ficinia crinita är en halvgräsart som först beskrevs av Jean Louis Marie Poiret, och fick sitt nu gällande namn av B.L Burtt. Ficinia crinita ingår i släktet Ficinia och familjen halvgräs. Inga underarter finns listade i Catalogue of Life.